# Zefram Cochrane
Zefram Cochrane este un personaj fictiv din universul Star Trek. Creat de scriitorul Gene L. Coon, personajul a apărut prima oară în episodul original din 1967 "Metamorfoze", unde a fost interpretat de Glenn Corbett. James Cromwell a jucat mai târziu rolul lui Cochrane în filmul artistic din 1996 Star Trek: Primul contact și în episodul pilot Star Trek: Enterprise "Broken Bow". Imagini cu Cromwell din Star Trek: Primul contact au fost folosite în episodul Enterprise "In a Mirror, Darkly (partea I)", împreuna cu imagini noi cu un actor îmbrăcat identic dar al cărui chip nu este arătat.
Așa cum s-a stabilit în evenimentele din Star Trek: Primul contact, Cochrane este primul om care a inventat motorul warp în 2063, atrăgând atenția Vulcanienilor care vin pe Pământ, astfel Zefram Cochrane este omul din spatele primului contact al omenirii cu o rasă extraterestră. 
1. ↑  Inventor | Memory Alpha | Fandom (în engleză)